# Muzeum Sztuk Pięknych w Bilbao

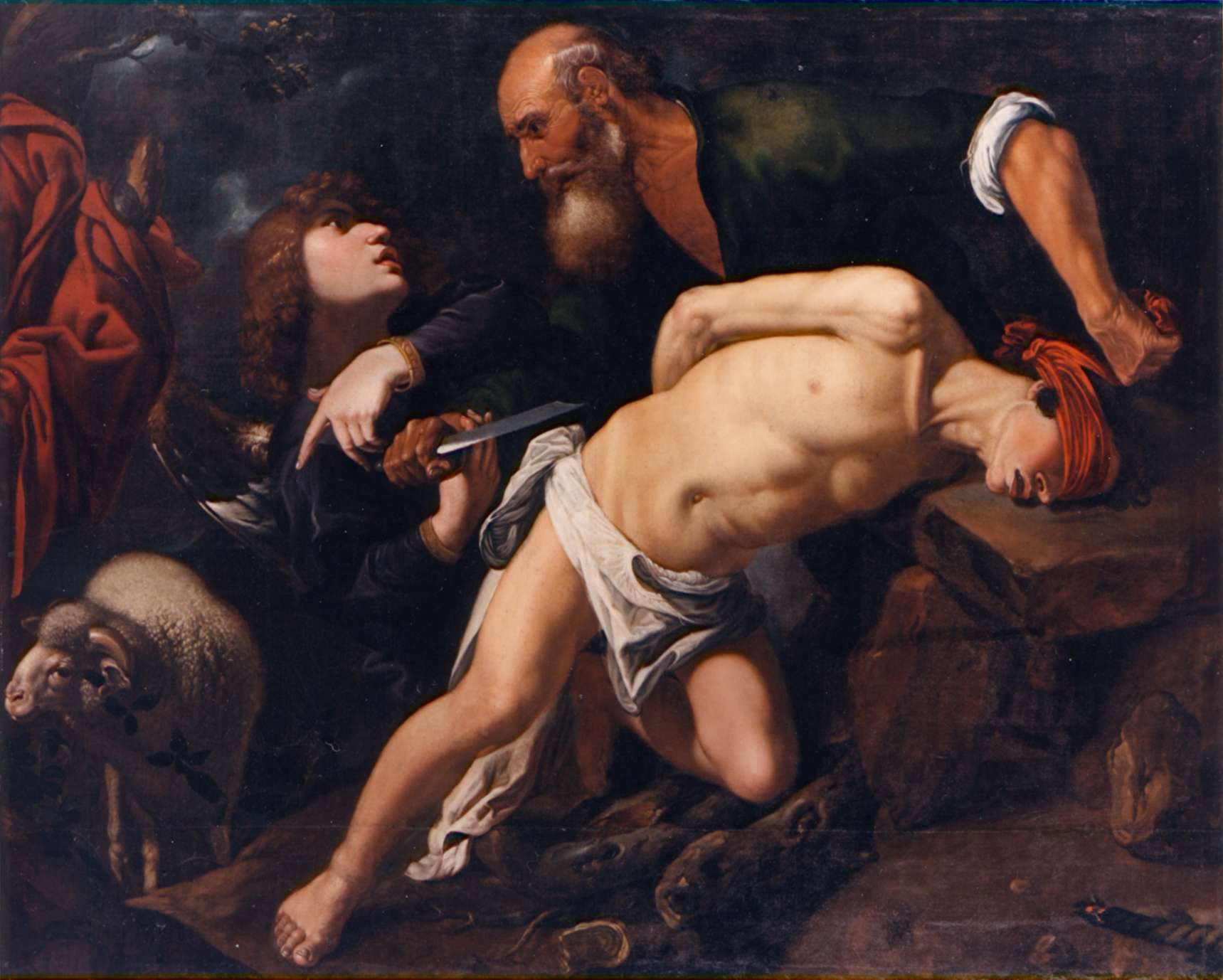
Pedro Orrente, Ofiara Izaaka
ok. 1616
Olej na płótnie, 133 × 167 cm

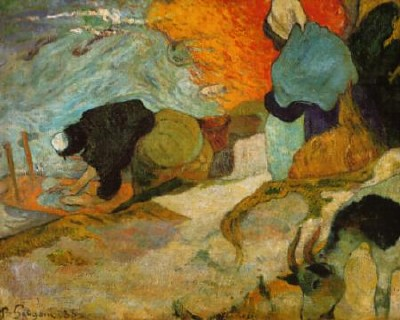
Paul Gauguin, Praczki w Arles
1888
Olej na płótnie, 74 × 92 cm

Muzeum Sztuk Pięknych w Bilbao (hiszp. Museo de Bellas Artes de Bilbao) − mające swoją siedzibę w Bilbao w stolicy baskijskiej prowincji Bizkaia muzeum malarstwa i rzeźby.
Placówka muzealna jest obecnie jedną z największych tego typu na terenie Hiszpanii. Budynki muzealne znajdują się na terenie Parque Casilda Iturrizar.

## Historia
Kolekcje, które stały się zalążkiem obecnie istniejącego muzeum, pochodziły z poprzedniego miejskiego muzeum sztuki – Museo de Bellas Artes – założonego w 1914 oraz muzeum sztuki współczesnej - Museo de Arte Moderno – powstałego w 1924. Do zbiorów dołączyły następnie darowizny prywatnych koneserów oraz zakupy własne muzeum.

## Kolekcje
Zbiory obejmują dzieła sztuki powstałe na przełomie wieków - od XII w. do czasów współczesnych. Placówka posiada ponad 6000 dzieł sztuki: obrazów, rzeźb, rysunków, grafik i obiektów rzemiosła artystycznego.
Do ważniejszych dzieł eksponowanych w salach muzealnych w należą:
- Adolfo Guiard: Wiejska dziewczyna z czerwonym goździkiem – ok. 1903
- Alberto Sánchez: Postacie w plenerze – ok. 1960–1962
- Ambrosius Benson: Matka Bolesna pod krzyżem (fragment) – ok. 1530
- Anonimowy autor z Katalonii: Potop lub Arka Noego – XIII wiek
- Antoon van Dyck: Lamentacje nad śmiercią Chrystusa – ok. 1634–1640
- Antoni Tàpies: Wielki owal lub Obraz – ok. 1955
- Antonis Mor (Anthonis van Dashort): Portret Filipa II – ok. 1549–1550
- Aurelio Arteta: Most w Burceña – ok. 1925–1930
- Bartolomé Bermejo: Ubiczowanie świętej Engracji – ok. 1474–1478
- Bartolomé Esteban Murillo: Święty Lesmes – ok. 1655
- Bernardo Bellotto: Widok z pałacem lub Architektoniczny kaprys z pałacem – ok. 1765–1766
- Darío de Regoyos: Kąpiel w Rentería – ok. 1899
- Diego de la Cruz: Chrystus bolejący – ok. 1485
- Eduardo Chillida: Around the Vacuum I – c. 1964
- El Greco (Domenikos Theotokópoulos): Ekstaza świętego Franciszka, Zwiastowanie – ok. 1596–1600
- Francis Bacon: Leżąca postać w lustrze – ok. 1971
- Francisco de Goya: Portret Martína Zapatery – ok. 1797
- Francisco de Zurbarán: Matka Boża z Dzieciątkiem i św. Janem Chrzcicielem – ok. 1662
- Francisco Durrio: Głowa Chrystusa – ok. 1895–1896
- Ignacio Zuloaga: Portret kontesy Mathieu de Noailles – ok. 1913
- Jan Mandyn (lub Mandijn): Święto – ok. 1550
- Joaquín Sorolla y Bastida: Relikt – ok. 1893
- Jorge Oteiza: Portret uzbrojonego Gudari (baskijski żołnierz) zwanego Odyseuszem – ok. 1975
- José de Ribera: Św. Sebastian opatrywany przez pobożną niewiastę – ok. 1621
- José Gutiérrez Solana: Życie kobiet – ok. 1915–1917
- Juan de Arellano: Kosz kwiatów – ok. 1671
- Luis Fernández: Głowa martwego byka – ok. 1939
- Luis Meléndez: Martwa natura z owocami i dzbanem – ok. 1773
- Luis Paret y Alcázar: Widok areny w Bilbao – ok. 1783–1784
- Marten de Vos: Porwanie Europy – ok. 1590
- Mary Cassatt: Kobieta obejmująca dziecko – ok. 1890
- Michel Erhart: Św. Anna z Maryją i Dzieciątkiem – ok. 1485–1490
- Orazio Gentileschi: Córki Lota – ok. 1628
- Óscar Domínguez: Le Chasseur – ok. 1933
- Paul Cézanne: Kąpiący się – ok. 1896–1898
- Paul Gauguin: Praczki w Arles – ok. 1888
- Pedro Orrente: Ofiara Izaaka – ok. 1616
- Robert Delaunay: Czytająca naga kobieta – ok. 1920
- Utagawa Kunisada: Kabuki aktor jako drwal – ok. 1815

## Kolekcja sztuki współczesnej
Muzeum posiada kolekcję sztuki XX-wiecznej (48 obrazów i 15 rzeźb) nazywaną Colección Arte XX. Wśród tych dzieł znajdują się obrazy i rzeźby takich autorów jak: Pablo Picasso, Joaquín Sorolla y Bastida, Hermenegildo Anglada Camarasa, Joan Miró, Salvador Dalí, Eduardo Chillida, Pablo Palazuelo, Antonio Saura, Miquel Barceló, Antoni Tàpies, Wassily Kandinsky, Giorgio de Chirico, Max Ernst, Francis Picabia, Georges Braque, Fernand Léger, Jean Metzinger, Anish Kapoor, Marc Chagall, Paul Klee i Wifredo Lam.